# 지방도 제792호선
지방도 제792호선은 전북특별자치도 순창군 복흥면 반월 교차로에서 금과면 발산리를 잇는 전북특별자치도의 지방도이다. 중간에 전라남도 담양군을 잠깐 거쳐간다.
1995년 12월 8일 전라남도 지방도 노선 개편 때 지방도 제892호선이 이 노선으로 통합되었다.
2016년 7월 13일 강천산으로 진입하는 도로인 순창군 구림면 월정삼거리부터 순창읍 백산 교차로까지 9km 구간이 국가지원지방도 제55호선으로 승격되었다.

## 연혁
- 1995년 12월 8일 : 지방도 제892호선을 통합. 이 때 전라남도 구간 노선명이 '복흥 ~ 동계선'이 됨.[3]
- 2003년 3월 27일 : 전라남도 구간 기존 지방도 노선을 폐지하고 새로 지정. 이 때 노선명을 '복흥 ~ 동계선'에서 '복흥 ~ 용면선'으로 변경함.[4]
- 2012년 12월 14일 : 기점을 순창군 복흥면 반월리로 변경하여 0.59km 연장[5]
- 2016년 7월 13일 : 순창군 구림면 월정삼거리부터 순창읍 백산 교차로까지 9km 구간이 국가지원지방도 제55호선으로 승격[6]

## 주요 경유지
- 순창군
  - 복흥면 반월 교차로 - 농암삼거리(구 기점) - 농암리 - 복흥우체국 - 정산리 - 복흥교 - 주평리 - 약덕저수지 - 답동리 - 답동삼거리 - 천치재 (해발 347m)

- 전라남도 담양군
  - 용면 천치재 (해발 347m) - 용치리 - 용치삼거리 - 용연리 - 오정자재 (해발 300m)

- 순창군
  - 구림면 오정자재 (해발 300m) - 오정자삼거리 - 월정삼거리 - 화암리 - 자양리
  - 팔덕면 강천사입구 - 강천제 - 청계리 - 용산리 - 팔덕면 행정복지센터 - 팔덕초등학교 - 용산교 - 구룡리 - 구룡 교차로 - 구룡교 - 덕천리
  - 순창읍 백산 교차로(구 국도 제24호선) - 백산리 - 못토고개
  - 풍산면 못토고개 - 죽곡리 - 상죽 교차로
  - 복흥면 발산리 (면 경계)

## 중복 구간
- 전북특별자치도 순창군 복흥면 답동삼거리 ~ 전라남도 담양군 용면 용치삼거리 : 국도 제29호선과 중복
- 순창군 구림면 오정자삼거리 ~ 월정삼거리 : 국도 제21호선과 중복
- 순창군 구림면 월정삼거리 ~ 순창읍 백산 교차로 : 국가지원지방도 제55호선과 중복

## 도로명
- 순창군 복흥면 반월리 ~ 복흥우체국 : 추령로
- 순창군 복흥면 복흥우체국 ~ 천치재 : 가인로
- 전라남도 담양군 용면 천치재 ~ 오정자재 : 가마골로
- 순창군 구림면 오정자재 ~ 순창읍 백산 교차로 : 강천로
- 순창군 순창읍 백산 교차로 ~ 복흥면 발산리 면 경계 : 아미로